# Puffin
|                                               |
|                                               |
|                                               |
| Puffin i luften och på marken (illustration). |

Puffin är en experimentell idé för ett enpersons eldrivet VTOL-flygplan, presenterat av NASA 2010.
Det har fått sitt namn av lunnefågeln som på engelska heter just puffin.